# Dicranomyia perdelecta
Dicranomyia perdelecta är en tvåvingeart som först beskrevs av Alexander 1940.  Dicranomyia perdelecta ingår i släktet Dicranomyia och familjen småharkrankar.
Artens utbredningsområde är Ecuador. Inga underarter finns listade i Catalogue of Life.